# 엘진 베일러

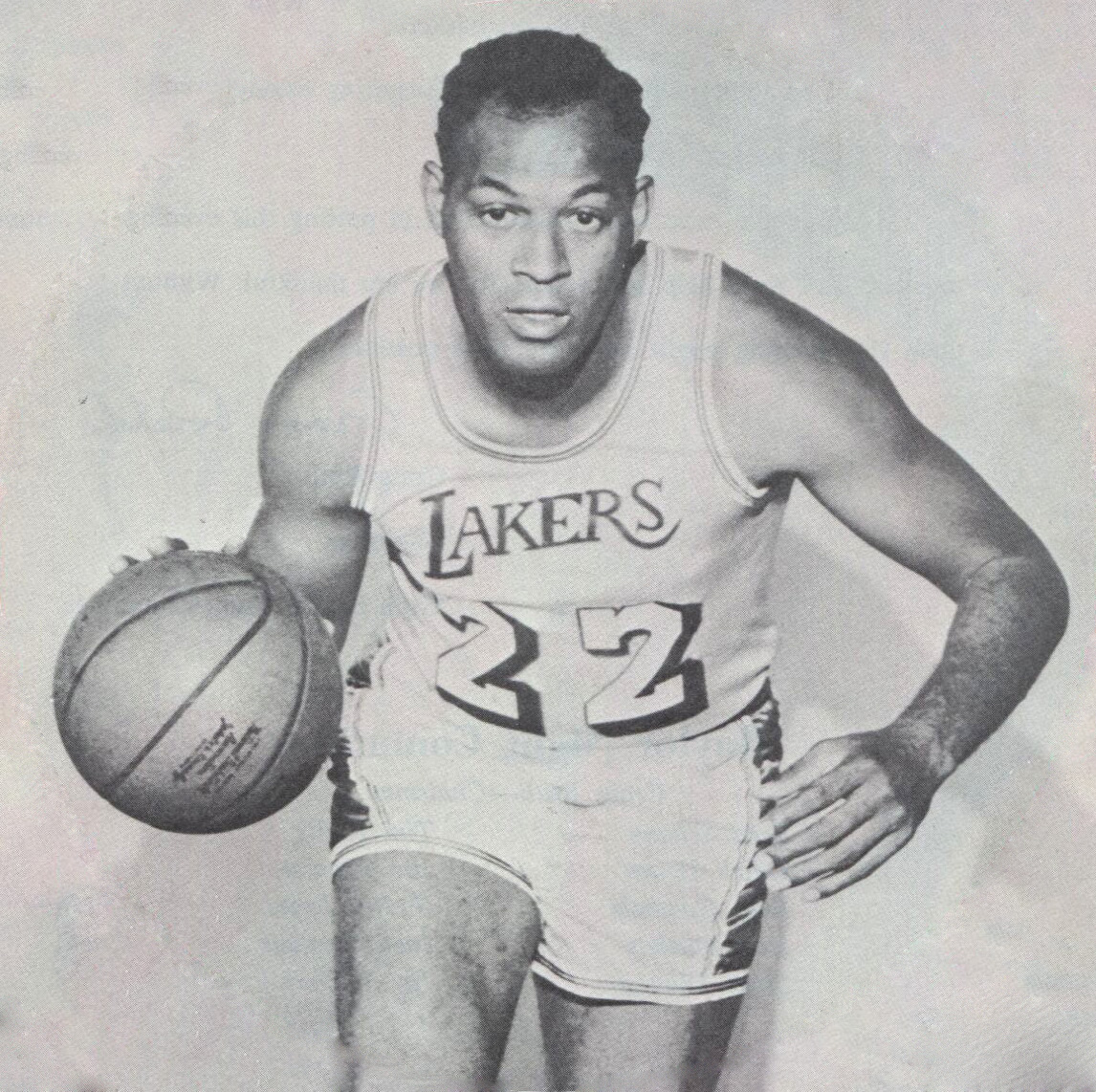

엘진 베일러(Elgin Gay Baylor, 1934년 9월 16일 ~ 2021년 3월 22일)는 은퇴한 미국 NBA 선수였다.